# Samuel Liberman
Samuel Liberman (Buenos Aires, 19 de mayo de 1932-Buenos Aires, 20 de julio de 2024) fue un empresario argentino radicado en Panamá. Es conocido por ser fundador de varias compañías en distintos países, como Floramérica (adquirida por Dole Food Company) en Colombia,  Video Cable Comunicación (VCC) adquirida por Multicanal en Argentina, Salmoamérica en Chile, Diario Judicial en Argentina y Global SLi en Panamá. Es el 13.o argentino más acaudalado según la revista Forbes.

## Reseña biográfica
Samuel Liberman Falchuk nació en la ciudad de Buenos Aires, Argentina el 19 de mayo de 1932. Fue el primero de tres hijos varones. Sus padres, Luisa y Simón, inmigrantes polacos de origen judío en Argentina, se conocieron en Buenos Aires. La familia Liberman Falchuk era humilde. Es así que Samuel desde pequeño, siendo el mayor de sus hermanos, tuvo que ingeniárselas para salir adelante. Cuando ya era un joven de mediana edad se embarcó en un viaje a Estados Unidos con el objetivo de progresar. En Estados Unidos vivió en Nueva York donde gestó su espíritu emprendedor y alma pionera. Luego de varios años regresó a Argentina.
Incursionó en los negocios a finales de la década de 1960, obteniendo la representación para América Latina de la marca japonesa de relojes Orient y estableciendo su centro de distribución en la Zona Libre de Colón en Panamá.
En los 70, funda Floramérica, dedicada a la producción, distribución y comercialización de flores frescas, con plantaciones ubicadas en Colombia, Ecuador y México y centros de distribución en Estados Unidos, Holanda y Japón. Floramérica llegó a ser uno de los mayores productores de flores frescas en el mundo y el primero en extender sus plantaciones desde Colombia a Ecuador. Producía una gran variedad de flores de altísima calidad y empleaba a más de 6.000 personas. En 1998, Floramérica es adquirida por Dole Food Company.
En la década del 80, en Argentina crea  Video Cable Comunicación (VCC), uno de los primeros sistemas de televisión por cable del país y de Latinoamérica. A través de VCC, sube al satélite  INTELSAT la primera señal de programación audiovisual desde Argentina. En 1997, VCC con 800.000 abonados fue adquirida conjuntamente por el grupo Multicanal y Citicorp Equity Investment (CEI).
En 1985, adquirió el Haras De La Pomme, fundado en 1941 en San Antonio de Areco en Argentina. Del Haras han sido productos ganadores en Estados Unidos y Latinoamérica, como el múltiple ganador de Grupo I en Estados Unidos, Gentlemen. En el 2019 recibió junto a su hijo Guillermo Liberman el premio Longines Family Award por su contribución a la hípica.
En 1988 funda Salmoamérica, empresa dedicada al cultivo y procesamiento del salmón en Chile. En esa época la cría de salmón en Chile era una actividad incipiente. El volumen de la producción llegó a 15.000 toneladas anuales. En 1999, es adquirida por el grupo Noruego Fjord Seafood.
En las últimas dos décadas, Liberman se asentó en Panamá y a través de Global SLI continuó explorando nuevas oportunidades y diversificando sus inversiones, incursionando en la hotelería asociándose con la cadena Hyatt, así como en hipoódromos en Latinoamérica y Estados Unidos, y el cultivo de aceitunas y producción de aceite. Para 2010 comienza la transición y los negocios de la familia Liberman pasan a ser liderados por su hijo Guillermo Liberman. 
A lo largo de los años se vinculó a múltiples organizaciones con fines sociales como la Mini League Cos, la empresa Gracilarias de Panamá, o la Fundación Jupá.